# Dicliptera neesii
Dicliptera neesii là một loài thực vật có hoa trong họ Ô rô. Loài này được (Trimen) L.H.Cramer mô tả khoa học đầu tiên năm 1998.